# Porto Rico ai Giochi della XIV Olimpiade
Porto Rico partecipò ai Giochi della XIV Olimpiade, svoltisi a Londra, dal 20 luglio al 14 agosto 1948,  
con una delegazione di 9 atleti impegnati in 3 discipline,
aggiudicandosi 1 medaglia di bronzo.

## Medagliere

### Per discipline
| Sport    | Oro | Argento | Bronzo | Totale |
| -------- | --- | ------- | ------ | ------ |
| Pugilato | 0   | 0       | 1      | 1      |
| Totale   | 0   | 0       | 1      | 1      |

### Medaglie
| Medaglia | Atleta       | Sport    | Evento     |
| -------- | ------------ | -------- | ---------- |
| Bronzo   | Juan Venegas | Pugilato | Pesi gallo |